# Begonia leandrii
Espèce
Begonia leandrii est une espèce de plantes de la famille des Begoniaceae. Ce bégonia est originaire de Madagascar. L'espèce fait partie de la section Quadrilobaria. Elle a été décrite en 1971 par Gérard-Guy Aymonin (1934-2014) et Jean Bosser (1922-2013), à la suite des travaux de Henri Jean Humbert (1887-1967). L'épithète spécifique leandrii signifie « de Leandrii », en hommage à J. Léandri, récolteur des types en 1960, à l'est d'Antsalova. 

## Répartition géographique
Cette espèce est originaire du pays suivant : Madagascar.